# Brian Le
Brian Le (Orange, California, 27 de junio de 1993) es un artista marcial, doble de riesgo y actor estadounidense de cine y televisión, además de profesor de artes marciales.

## Biografía
Le creció en California de origen vietnamita, sus padres fueron refugiados en Estados Unidos durante la Guerra de Vietnam Poco después comenzó a entrenar Kung Fu, aprendiendo la mayor parte de sus habilidades de manera autodidacta. Ha trabajado con las leyendas hongkonesas de las artes marciales, Jackie Chan y Michelle Yeoh.
Brian, junto con su hermano Andy Le fundaron el Martial Club Stunt Team junto al artista marcial Daniel Mah.

## Doble de riesgo
Cómo doble ha trabajado  en proyectos en su mayoría vietnamitas y estadounidenses cómo The Hunt (2013), Unlucky Stars (2015), Luc Van Tien: Tuyet Dinh Kungfu (2017), Thorne (2020), Twisting Tiger (2021), Shang-Chi y la leyenda de los Diez Anillos (2021), Case Closed y Everything Everywhere All at Once (2021), fungiendo en ocasiones cómo coreógrafo de escenas de acción.

## Filmografía

### Televisión
| Año  | Título                    | Personaje |
| ---- | ------------------------- | --------- |
| 2019 | Wu-Tang: An American Saga | Fang      |

### Cine
| Año  | Título                                     | Personaje       |
| ---- | ------------------------------------------ | --------------- |
| 2014 | Miss Earth                                 | Doble de riesgo |
| 2015 | The Challenger                             | Doble de riesgo |
| 2016 | Battle for the Green Destiny               | Doble de riesgo |
| 2017 | Luc Van Tien: Tuyet Dinh Kungfu            | Doble de riesgo |
| 2017 | Supreme Art of War                         | Doble de riesgo |
| 2020 | The Paper Tigers                           | Doble de riesgo |
| 2021 | Shang-Chi y la leyenda de los Diez Anillos | Doble de riesgo |
| 2021 | Everything Everywhere All at Once          | Doble de riesgo |